# Nova Dreta (Israel)
La Nova Dreta (hebreu: הימין החדש, HaYamin HaHadash‎) és un partit polític de dretes a Israel, establert per Ayelet Shaked i Naftali Bennett. L'organització afirma ser un partit dirigit tant cap a les persones seculars com a les religioses. A partir de 2021 fan servir el nom de Yamina.

## Història
El partit es va formar al desembre de 2018 quan Naftali Bennett, Ayelet Shaked i Shuli Mualem van abandonar el partit La Llar Jueva, ja ells consideraven aquesta organització com un partit religiós. El 2 de gener de 2019, es va anunciar que la columnista del diari Jerusalem Post, Caroline Glick, s'havia unit al nou partit.
A les eleccions legislatives d'Israel d'abril de 2019, i després que el partit no superà el llindar del 3,25% dels vots i quedà fora de la Knesset.
Per a les eleccions legislatives d'Israel de setembre de 2019, i després que Naftali Bennett cedís el lideratge a Ayelet Shaked, el partit s'uní a la coalició Yamina juntament amb La Llar Jueva i Tkuma. Aquesta coalició fou liderada per Ayelet Shaked.
Després de les eleccions de 2020, La Llar Jueva abandonà la coalició i abans de les eleccions de 2021 Tkuma anuncià que es presentaria en solitari, continuant la Nova Dreta fent servir el nom de Yamina.

## Objectius
- Associació plena i igualitària entre els jueus religiosos i els seculars.
- Oposició a l'establiment d'un estat palestí a l'Àrea de Judea i Samaria.
- Preservació d'un partit polític de dretes fort a la Terra d'Israel.

## Líders
| Líder | Líder | Líder           | Inici | Final        |
| ----- | ----- | --------------- | ----- | ------------ |
| 1     |       | Naftali Bennett | 2018  | 2019         |
| 2     |       | Ayelet Shaked   | 2019  | 2019         |
| (1)   |       | Naftali Bennett | 2020  | 2022         |
| (2)   |       | Ayelet Shaked   | 2022  | En el càrrec |

## Resultats electorals
| Elecció      | Líder           | Vots                             | %                                | Escons  | +/- | Estatus       |
| ------------ | --------------- | -------------------------------- | -------------------------------- | ------- | --- | ------------- |
| Abril 2019   | Naftali Bennett | 138.598                          | 3,22%                            | 0 / 120 | -   | -             |
| Setembre2019 | Naftali Bennett | Forma part de la coalició Yamina | Forma part de la coalició Yamina | 3 / 120 | ▲ 3 | Es repeteixen |
| 2020         | Naftali Bennett | Forma part de la coalició Yamina | Forma part de la coalició Yamina | 3 / 120 | =   | Oposició      |

A partir de 2021, amb el trencament de la coalició Yamina, el partit continua fent servir aquest nom en solitari.